# Riemst
Riemst (Limburgheză: Riems) este o comună din regiunea Flandra din Belgia. Comuna este formată din localitățile Riemst, Genoelselderen, Herderen, Kanne, Membruggen, Millen, Val-Meer, Vlijtingen, Vroenhoven și Zichen-Zussen-Bolder. Suprafața totală a comunei este de 57,88 km². La 1 ianuarie 2008 comuna avea o populație totală de 16.145 locuitori. 
Riemst se învecinează cu comunele belgiene Tongeren, Hoeselt, Bilzen, Lanaken, Bassenge și Visé și cu orașul olandez Maastricht.